# 馬科斯·阿松桑
馬科斯·阿松桑（葡萄牙語：Marcos Assunção，1976年7月25日—），巴西足球運動員，司職防守中場。
這名球員早年曾效力巴西國內一些大球队，包括山度士和法林明高。他於2002年加盟西甲球會貝迪斯。他最強的是罰球,曾經試過在同一場比場中射3次罰球中橫楣。